# Es werde Licht (Album)
Es werde Licht ist ein Weihnachtsalbum von Udo Jürgens. Es wurde am 17. November 2003 bei dem Plattenlabel Ariola (Sony Music) veröffentlicht. Das Album konnte über 10.000 Verkäufe erzielen.
2010 erschien eine Neuauflage des Albums, auf welcher ein Duett mit Hape Kerkeling zu hören ist.

## Entstehungsgeschichte
Es werde Licht enthält neben fünf traditionellen Weihnachtsliedern auch acht Eigenkompositionen. Diese entstanden, während Udo Jürgens in Tirol Winterurlaub machte. Als Texter beteiligte sich Wolfgang Hofer am Album. Die Titel wurden vom Orchester der Deutschen Oper Berlin, dem Pepe Lienhard Orchester und Udo Jürgens am Klavier eingespielt, das Album bis Mitte März 2003 fertiggestellt.
Das Videomaterial einer ebenfalls veröffentlichten DVD wurde mit einem ORF-Fernsehteam in der Arlberger Berglandschaft in Vorarlberg/Österreich gedreht.

## Titelliste
| #   | Titel                                                   | Länge |
| --- | ------------------------------------------------------- | ----- |
| 1.  | Das Jahr Deiner Träume                                  | 3:57  |
| 2.  | Still, still, still                                     | 3:57  |
| 3.  | Merry Christmas allerseits                              | 3:36  |
| 4.  | Der kleine Trommlerjunge (Durch die Stille der Nacht)   | 2:30  |
| 5.  | Viele bunte Päckchen (The Christmas Song)               | 3:04  |
| 6.  | Wenn ein Stern vom Himmel fällt                         | 2:58  |
| 7.  | Ach Papi, geh’ doch heuer nicht auf die Weihnachtsfeier | 2:42  |
| 8.  | Eisblumen                                               | 3:26  |
| 9.  | Nächstes Jahr wird alles anders                         | 3:59  |
| 10. | Es werde Licht                                          | 3:41  |
| 11. | Leise rieselt der Schnee                                | 2:39  |
| 12. | Süßer die Glocken nie klingen                           | 4:10  |
| 13. | Stille Nacht, heilige Nacht                             | 3:31  |

## Charts und Chartplatzierungen
| Periode   | Höchstplatzierung, GesamtwochenChartplatzierungen (Periode, Platzierungen, Wochen) | Höchstplatzierung, GesamtwochenChartplatzierungen (Periode, Platzierungen, Wochen) |
| Periode   | DE                                                                                 | AT                                                                                 |
| --------- | ---------------------------------------------------------------------------------- | ---------------------------------------------------------------------------------- |
| 2003/04   | DE53 (5 Wo.)DE                                                                     | AT9 (7 Wo.)AT                                                                      |
| 2004/05   | —                                                                                  | AT46 (4 Wo.)AT                                                                     |
|           |                                                                                    |                                                                                    |
|           |                                                                                    |                                                                                    |
| 2010/11   | —                                                                                  | AT69 (1 Wo.)AT                                                                     |
|           |                                                                                    |                                                                                    |
|           |                                                                                    |                                                                                    |
| 2014/15   | —                                                                                  | AT32 (3 Wo.)AT                                                                     |
|           |                                                                                    |                                                                                    |
|           |                                                                                    |                                                                                    |
| 2020/21   | —                                                                                  | AT56 (2 Wo.)AT                                                                     |
| Insgesamt | DE53 (5 Wo.)DE                                                                     | AT9 (17 Wo.)AT                                                                     |